# Ed Gein: The Butcher of Plainfield
Ed Gein: The Butcher of Plainfield è un film del 2007 scritto, prodotto e diretto da Michael Feifer e basato sulla vita del serial killer Ed Gein.

## Trama
Plainfield, Wisconsin. Edward è un uomo traumatizzato dalla madre, una fanatica religiosa che lo ha cresciuto inculcandogli il fatto che il sesso sia un male ispirato dal demonio e che tutte le donne, tranne lei, sono delle peccatrici. Dopo la morte della madre, Ed sprofonda nella malattia mentale. Diventa un profanatore di tombe, ruba cadaveri di donne di mezz'età ai quali asporta la pelle per crearsi un "vestito da donna"; quando lo indossa, crede di essere sua madre. Un giorno Ed rapisce e massacra Vera Mason, la madre di Bobby Mason, vice sceriffo della cittadina, insieme alla sua ragazza. Bobby si mette sulle tracce di Gein prima che sia troppo tardi, sperando di salvare le due donne.

## Distribuzione
Il film è stato distribuito direttamente in formato DVD il 6 marzo 2007 dalla Lionsgate negli Stati Uniti e dalla Maple Pictures in Canada.